# 해럴드 마셜
해럴드 A. 마셜 (Harold A. Marshall, 1918년 2월 10일 – 2013년 1월 18일)은 제2차 세계 대전에서 캘거리 하이랜더스의 정찰 및 저격수 소대에 복무한 캐나다의 정찰병이자 병장이었다.
1942년 1월 30일 해밀턴 스펙테이터는 하이랜더스 부대가 영국 내 미공개 장소에서 진행 중인 훈련 시뮬레이션에 대해 언급하는 기사에서 그를 언급했다.
그는 1944년 12월 15일에 부상을 입었다.
여기에 나와 있는 유명한 사진은 1944년 9월 벨기에 브라샤트 요새 근처에서 캐나다 육군 영화 및 사진 부대의 육군 사진작가 켄 벨이 찍은 것이다. 그는 리엔필드 No. 4 Mk 1 (T)를 들고 있다. 'T'는 '망원경'을 의미한다. 그는 개조된 데니슨 스목을 입고 있다. 다른 장비로는 No. 36M 수류탄과 머리 덮개로 착용한 위장 얼굴 베일이 있다. 날카로운 도구(쿠크리)의 손잡이가 그의 허리띠 왼쪽 위에서 보인다. 1944년 10월 6일 벨기에 카펠렌에서 찍은 병장과 관측병인 하사 S. 코르멘디의 다른 사진에는 그의 쿠크리가 왼쪽에 명확히 보인다.
1973년, 그는 벨의 기념 도서 'Not in Vain'에 다시 프로필이 실렸는데, 이 책에서는 그가 캘거리에서 컬링 애호가로 돌아온 모습이 그려졌다.